# Grand Theft Auto: Chinatown Wars
Grand Theft Auto: Chinatown Wars là tựa game hành động phiêu lưu do hãng Rockstar Leeds phát triển kết hợp với Rockstar North và được Rockstar Games phát hành. Trò chơi được phát hành cho Nintendo DS vào tháng 3 năm 2009, PlayStation Portable vào tháng 10 năm 2009, iOS vào tháng 1 năm 2010, và các thiết bị Android và Fire OS vào tháng 12 năm 2014. Đây là phiên bản thứ mười ba trong dòng game Grand Theft Auto và là phần tiếp theo của Grand Theft Auto IV, đồng thời là phần đầu tiên được phát hành cho hệ máy console cầm tay kể từ Vice City Stories năm 2006. Lấy bối cảnh ở thành phố Liberty City (châm biếm hư cấu về Thành phố New York), câu chuyện phần chơi đơn kể về thành viên trẻ tuổi của Hội Tam Hoàng tên là Huang Lee và những nỗ lực của anh hòng lấy lại thanh kiếm do người cha quá cố tặng sau khi nó bị mất cắp, đồng thời vô tình bị vướng vào cuộc chiến tranh giành quyền lực giữa các băng nhóm thuộc Hội Tam Hoàng của Liberty City.
Trò chơi về cơ bản được thiết kế để người chơi có những tương tác đáng chú ý với các vật thể trên hệ thống DS và điện thoại thông minh thông qua điều khiển trên màn hình cảm ứng, đồng thời cung cấp các yếu tố lối chơi độc đáo không có trong các mục khác trong dòng game Grand Theft Auto. Yếu tố đáng chú ý nhất, khả năng mua ma túy từ nhà cung cấp và bán cho đại lý để kiếm tiền, đã gây tranh cãi sau khi trò chơi phát hành. Mặc dù vậy, trò chơi vẫn nhận được lời khen ngợi từ giới phê bình.

## Cốt truyện
Năm 2009, thành viên Hội Tam Hoàng là Huang Lee (李皇; Lý Hoàng) đi tới Liberty City để giao thanh kiếm Yu Jian (玉劍; Ngọc Kiếm)—một vật gia truyền giành được trong một màn chơi bài của người cha vừa bị sát hại của anh ta—cho chú mình tên là Wu "Kenny" Lee (李武; Lý Vũ). Khi đến nơi, người hộ tống Huang bị những kẻ tấn công không rõ danh tính hạ sát, bọn họ đã đánh cắp thanh kiếm và bỏ mặc Huang cho đến chết. May mắn thay, anh chàng thoát chết rồi vội tìm đường đến nhà hàng của Kenny và báo cho chú mình biết về vụ trộm. Kenny tỏ ra tức giận trước tin này bèn tiết lộ rằng ông định giao thanh kiếm cho Hsin Jaoming (昭明辛; Chiêu Minh Tân), bang chủ Hội Tam Hoàng Liberty City, hòng đảm bảo vị thế kế nhiệm chức bang chủ. Cảm thấy nhục nhã vì để mất Yu Jian, Kenny hướng dẫn Huang hỗ trợ duy trì hoạt động kinh doanh của mình khi anh chàng ở trong thành phố, khiến Huang dần dần bị lôi kéo vào công việc buôn bán ma túy. Trong khi giúp đỡ chú mình, Huang biết được rằng hai kẻ khác đang cạnh tranh để trở thành người kế vị Hsin—con trai Kenny là Chan Jaoming (昭明陳; Chiêu Minh Trần), và phó bang chủ Zhou Ming (周明; Chu Minh)—và thấy mình đang làm việc cho cả hai người ngoài Kenny.
Trong khi làm việc, Huang bị một thám tử LCPD tham nhũng đang được nội vụ theo dõi tên là Wade Heston ngăn cản, tay này đề nghị hỗ trợ anh tìm thanh kiếm Yu Jian, tin rằng việc bắt giữ những tên trộm sẽ làm sạch danh tiếng của anh và giải quyết vấn đề nội bộ. Huang đồng ý và giúp Heston điều tra một băng đảng gốc Hàn liên minh với Hội Tam Hoàng, nhóm mà sau này nghi ngờ đứng sau vụ trộm thanh kiếm. Sau khi nghe trộm trụ sở của băng đảng gốc Hàn, cả hai biết được rằng có một nhóm nhỏ trong băng đảng tên là Wonsu Nodong, thủ lĩnh của nhóm này đã gây ra nhiều vấn đề cho Hội Tam Hoàng với sự giúp đỡ của một kẻ báo tin.
Trong lúc đó, Hsin tìm cách liên lạc với Huang để được hỗ trợ, lo ngại về tin tức về một kẻ báo tin trong tổ chức của mình, và ra lệnh cho anh ta điều tra cả băng đảng gốc Hàn và câu lạc bộ mô tô ngoài vòng pháp luật Angels of Death. Suốt thời gian này, Huang buộc phải đối phó với một tên mafia Mỹ ghét Hội Tam Hoàng, kẻ đã cố gắng lừa dối anh ta và giúp Heston thực hiện một số công việc cho người liên hệ Cục Điều tra Liên bang (FIB) của hắn, với lời đề nghị trợ giúp họ điều tra. Hsin nhanh chóng trở nên khó chịu với sự tiến bộ chậm chạp của Huang và tin rằng anh ta có thể là kẻ báo tin để rồi cố gắng giết Huang. Kenny vội ra tay can thiệp để cứu mạng cháu trai mình và thuyết phục Hsin cho Huang thêm thời gian để tìm ra kẻ báo tin thực sự, giúp anh ta cuối cùng phát hiện ra rằng cả băng đảng gốc Hàn và Angels đều vô tội. Đúng lúc đó, Heston buộc phải rút lui do áp lực từ nội bộ, để Huang đột nhập vào máy chủ FIB lấy lại một số hồ sơ có tên cả Chu và Chan là kẻ báo tin ngầm cho phía cảnh sát.
Sau khi thảo luận về những phát hiện này với chú mình, Kenny thuyết phục Huang rằng chúng phải được giao cho Hsin. Vì xấu hổ trước khả năng con trai mình phản bội Hội Tam Hoàng, Hsin bèn từ chức thủ lĩnh và chỉ định Kenny là người kế vị. Trong khi đó, Huang được giao nhiệm vụ giết Chu và Chan, mặc dù cả hai đều phủ nhận cáo buộc chống lại họ trước khi chết. Heston sau đó liên lạc với Huang để báo tin rằng thông tin anh ta lấy được là giả và thủ lĩnh Wonsu đang gặp gỡ các đồng minh của hắn, bao gồm cả kẻ báo tin. Khi theo dõi cuộc họp, Huang bị sốc khi phát hiện ra Kenny mới chính là thủ lĩnh Wonsu và đã dàn dựng vụ trộm Yu Jian. Khi LCPD và FIB tổ chức trận phục kích cuộc họp này, Kenny kịp thời trốn thoát nhưng Huang và Heston vẫn truy đuổi ông ấy đến tận căn hộ áp mái của Hsin.
Khi đối mặt với chú của mình, Huang biết rằng Hsin đã ra lệnh cho Kenny lấy Yu Jian để đổi lấy một chức vụ dưới quyền Chan. Kenny đã làm theo và giết cha của Huang hòng kế thừa thanh kiếm, nhưng về sau đã đánh cắp Yu Jian để giữ mình thoát khỏi tình trạng ô nhục như vậy. Ông ta cũng bí mật làm việc để làm suy yếu quyền lãnh đạo và tiếp quản của Hsin, đồng thời gài bẫy Chu và Chan hòng che đậy dấu vết của mình. Sau khi Kenny dùng thanh kiếm Yu Jian đâm trúng Hsin, ông ta lần lượt bị Huang giết chết ngay khi LCPD vừa ập đến. Trong khi tất cả mọi người tại hiện trường đều bị bắt giữ, Heston cam đoan rằng Huang được ở lại một mình hòng trả ơn cho sự giúp đỡ của anh ta. Trước khi được đưa đến bệnh viện, Hsin khen ngợi lòng trung thành của Huang và đề nghị phong anh làm bang chủ Hội Tam Hoàng tiếp theo, phản ứng của Huang không được tiết lộ trong game.

## Lối chơi

Một chiếc Cognoscenti bị đánh cắp, trong khi người chơi đang bị truy nã 3 sao. Ở các tựa game Grand Theft Auto khác, kỹ thuật chính để trốn tránh cảnh sát là rời khỏi một khu vực lân cận nhất định, tránh xa hoàn toàn, Chinatown Wars giới thiệu một cơ chế mới yêu cầu người chơi tiêu diệt một số lượng xe cảnh sát cụ thể, từ đó làm giảm mức độ truy nã.

Grand Theft Auto: Chinatown Wars thuộc thể loại hành động phiêu lưu lấy bối cảnh thế giới mở. Nó có cách trình bày khác với những phiên bản trước trong sê-ri, giống một phần với các tựa Grand Theft Auto đầu tiên. Thay vì góc nhìn từ mặt đất phía sau nhân vật chính hoặc góc nhìn từ trên xuống Chinatown Wars sử dụng góc nhìn camera có thể xoay hoàn toàn hướng xuống khi hành động. Chinatown Wars cũng sử dụng các đa giác bóng mờ với đường viền màu đen để tạo ra nét thẩm mỹ giống như truyện tranh—lần đầu tiên có trong dòng game này. Tựa game diễn ra trong một phiên bản thu nhỏ của Liberty City trong Grand Theft Auto IV, ngoại trừ Alderney.
Không giống như Grand Theft Auto IV, người chơi có thể mất các ngôi sao bị truy nã bằng cách phá hủy xe cảnh sát để trốn thoát khỏi cảnh sát thay vì rời khỏi "vùng truy nã". Người chơi càng có nhiều sao thì họ càng phải hạ gục nhiều cảnh sát hơn cho mỗi cấp độ. Ví dụ, đối với cấp độ sáu sao, họ phải phá hủy sáu xe cảnh sát để hạ mức truy nã năm sao và tiếp tục như vậy. Ngoài ra còn có một cốt truyện phụ buôn bán ma túy cho phép người chơi bán heroin, acid, thuốc lắc, cần sa, cocaine và thuốc ức chế trung ương quanh thành phố. Người chơi có thể kiếm lợi nhuận bằng cách nhận biết các điều kiện và nhu cầu thị trường dựa trên vị trí địa lý và miệt mài sản xuất hàng hóa của mình cho phù hợp. Camera CCTV hoạt động như những gói hàng bí mật của trò chơi này, bị phá hủy bằng cách ném chai cocktail Molotov hoặc lựu đạn. Điều này cũng làm giảm khả năng bị bắt khi thực hiện giao dịch ma túy và cung cấp chiết khấu khi mua ma túy. Chinatown Wars áp dụng nhiều tính năng của Grand Theft Auto IV như HUD thế hệ tiếp theo. Ammu-Nation trở lại dưới dạng một trang web trong game, nơi người chơi có thể đặt mua nhiều loại vũ khí khác nhau thông qua PDA để chuyển đến nơi an toàn của họ. Người chơi cũng sẽ nhận được email mà họ có thể đọc từ PDA hoặc máy tính xách tay có trong ngôi nhà an toàn của họ.
Mặc dù việc đánh cắp một phương tiện đang di chuyển rất giống với các bản Grand Theft Auto trước đây, Chinatown Wars sử dụng một hệ thống khác để đánh cắp các phương tiện đang đỗ. Tùy thuộc vào loại xe, nó có thể được khởi động theo một trong một số cách. Những chiếc xe cũ hơn cần vặn vài vòng tuốc nơ vít vào bộ phận đánh lửa, trong khi những chiếc xe khác yêu cầu khởi động xe bằng mồi lửa điện. Những chiếc xe mới hơn, đắt tiền hơn (ngoại trừ xe tải chống đạn) yêu cầu người chơi phải "hack" thiết bị cố định máy tính. Vẫn có thể lật xe hoặc đốt cháy. Người chơi không thể lái bất kỳ máy bay nào trong game dù vẫn có thể nhìn thấy những chiếc máy bay ở sân bay hoặc bay phía trên mình, còn nếu người chơi sử dụng một mã nhất định trên Nintendo DS bằng cách tận dụng "Action Replay DS" thì người chơi sẽ có thể mua một chiếc trực thăng và lái nó dạo quanh thành phố.

### Khác biệt hệ máy
- Phiên bản Nintendo DS của trò chơi tận dụng màn hình cảm ứng với các chức năng như điều khiển PDA, GPS, radio, tiếp cận những người trên bản đồ hoặc sử dụng cocktail Molotov và lựu đạn. Màn hình trên cùng hiển thị game và bảng phân cảnh. Tiếng huýt sáo của taxi được hỗ trợ bởi microphone DS hoặc bằng cách giữ nút x.[17] Mục chơi nhiều người cạnh tranh và hợp tác chỉ khả dụng thông qua mạng không dây cục bộ DS đến DS.
- Phiên bản PSP có đồ họa cập nhật, không còn bóng mờ nữa, do đó có giao diện "cổ điển" hơn giống với các trò chơi trước đó trong dòng game (tuy vậy các đoạn phim cắt cảnh giống hệt nhau về mặt phong cách). Minigame (chẳng hạn như vẽ hình xăm, tháo vít ô tô và panô bom nổ) đã được điều chỉnh từ chức năng màn hình cảm ứng thành các minigame đơn giản hơn, giống QTE. Phiên bản PSP cũng có các nhiệm vụ bổ sung và các đài phát thanh độc quyền không có trong phiên bản Nintendo DS. Tuy nhiên, phần chơi mạng PSP chỉ hỗ trợ 2 người chơi.[18]
- Phiên bản iOS và Android của trò chơi bao gồm điều khiển cảm ứng trên màn hình và các minigame đã được điều chỉnh để hoạt động tốt với màn hình cảm ứng điện dung. Cả phiên bản iOS và Android đều có đài phát thanh giống như phiên bản PSP, mặc dù phiên bản iOS có đài phát thanh tùy chỉnh sử dụng thư viện iTunes.

### Social Club
Phiên bản Nintendo DS và PlayStation Portable của Grand Theft Auto: Chinatown Wars đã sử dụng Rockstar Games Social Club. Người chơi có thể sử dụng dịch vụ này để tải lên số liệu thống kê về lối chơi của mình. Nintendo Wi-Fi Connection bao gồm trò chuyện, trao đổi vật phẩm, chia sẻ các điểm đánh dấu GPS và số liệu thống kê yêu thích với những người chơi khác. Nhờ Social Club, người chơi cũng có thể mở khóa nhiệm vụ của Xin sau khi kết thúc trò chơi. Ngày 20 tháng 5 năm 2014, Nintendo đã ngừng dịch vụ Wi-Fi Connection, khiến các tính năng của Social Club không khả dụng và sau khi GameSpy đóng cửa vào ngày 10 tháng 6 năm 2014, tất cả các tính năng của Social Club cho Chinatown Wars trên PSP và DS đã bị ngừng hoạt động. Phiên bản iOS và Android không sử dụng Rockstar Social Club nên các nhiệm vụ của Xin có thể thực hiện được mà không cần kết nối với dịch vụ này.

## Soundtrack
Nhạc cho tựa game mở đầu lối chơi là bài "Chinatown Wars" do Ghostface Killah và MF Doom trình diễn và được Oh No của hãng Stones Throw Records sản xuất.
Phiên bản DS của trò chơi có phần nhạc của Deadmau5 cùng với các nhạc phẩm khác. Ngoài soundtrack có trong phiên bản DS của trò chơi, phiên bản PSP còn có nhạc phẩm của Anvil, Tortoise, DFA Records, Turntables on the Hudson và DJ Khalil.
Phiên bản iOS và Android có tất cả nhạc từ phiên bản DS và PSP, đồng thời cho phép người chơi tùy chỉnh danh sách phát nhạc bằng các bài hát từ thư viện nhạc của họ.

## Phát hành
Trong quảng cáo đặt hàng trước của GameStop dành cho Grand Theft Auto: Chinatown Wars, đoạn hội thoại đề cập đến gói cứu trợ doanh nghiệp ngoài đời thực vào năm 2008. Đoạn giới thiệu lối chơi mới được phát hành vào ngày 6 tháng 3 năm 2009, cho thấy cách chơi liên quan đến việc sử dụng súng bắn tỉa và tương tác với bàn phím bằng bút cảm ứng của Nintendo DS. GameStop có một chương trình khuyến mãi trong đó họ gửi một chiếc xe tải đi khắp nơi để mọi người dùng thử trò chơi trước khi nó được phát hành. Các cửa hàng khác tặng một "thẻ tín dụng" kích hoạt 10.000 đô la tiền trong game và quyền tiếp cận sớm hơn các loại vũ khí tốt hơn. Amazon đã cung cấp một mã để mở khóa chiếc siêu xe Infernus chống đạn độc quyền khi đặt hàng trước.

## Phát triển
Ngày 15 tháng 7 năm 2008, tại một cuộc họp báo của Nintendo đã thông báo rằng Grand Theft Auto: Chinatown Wars sẽ được phát hành cho Nintendo DS vào mùa Đông năm sau. Theo Nintendo World Report, Chinatown Wars chứa hơn 900.000 dòng mã "được tối ưu hóa bằng tay".

## Đón nhận

### Phiên bản Nintendo DS
Grand Theft Auto: Chinatown Wars đã nhận được nhiều lời khen ngợi từ giới phê bình. Trên GameRankings, đây hiện là tựa game Nintendo DS được đánh giá cao nhất từ trước đến nay, với điểm đánh giá trung bình là 93%. Trò chơi có số điểm tổng hợp là 93/100 trên Metacritic, đây là số điểm cao nhất trên trang web đó đối với một game DS. Trò chơi cũng đạt thứ hạng cao nhất dành cho Nintendo DS tại GameSpot, với điểm đánh giá là 9,5/10. Official Nintendo Magazine xếp hạng trò chơi này số điểm 94%, ca ngợi hình ảnh và sự đa dạng trong lối chơi, kết luận trong bài đánh giá của họ rằng "Rockstar đã nắm bắt và cô đọng những điểm cao nhất của dòng Grand Theft Auto và nhồi nhét chúng thành một tựa game tuyệt vời. Bạn nghĩ rằng DS không thể xử lý được GTA? Hãy nghĩ lại". IGN UK xếp hạng trò chơi này số điểm 9,2, gọi đây là "một kiệt tác của máy chơi game cầm tay", Trong khi IGN US chấm cho game 9,5/10 điểm. Eurogamer xếp hạng 10/10, nói rằng "Nhìn chung đây vẫn là GTA như lần đầu tiên, với trí tuệ kế thừa của GTA kể từ đó, kết thúc với tất cả những thứ đáng lẽ sẽ thuộc về GTA của tương lai". 1UP.com đã cho nó điểm A−, nói rằng "ngay từ đầu, Chinatown Wars trông rất ấn tượng".
Chinatown Wars tạo ra doanh thu thấp hơn dự kiến trong tuần đầu tiên tại Vương quốc Liên hiệp Anh và thậm chí còn không đạt được mức doanh thu như sự ra mắt của Vice City Stories, đúng như kỳ vọng của Rockstar. Tại Hoa Kỳ, nó chỉ bán được dưới 90.000 bản trong hai tuần đầu tiên ra mắt tại thị trường Mỹ. Điều này khiến Best Buy phải bán trò chơi với giá giảm trong một thời gian giới hạn và phản hồi về việc này rất tích cực.

### Phiên bản PSP
Rockstar xác nhận thông qua một thông cáo báo chí rằng Grand Theft Auto: Chinatown Wars sẽ được phát hành cho PlayStation Portable vào ngày 20 tháng 10 năm 2009. Người ta suy đoán rằng phiên bản PSP sẽ chuyển sang góc nhìn thứ ba. Tuy nhiên, nó vẫn giữ nguyên góc nhìn từ trên xuống so với phiên bản DS và cũng nhận được nhiều lời khen ngợi. Trò chơi có sẵn trên đĩa UMD cũng như qua PlayStation Network. 1UP.com đã cho phiên bản PSP điểm A−, với lý do trải nghiệm này rất tốt ở lần thứ hai và nó hiệu quả đối với những người mới chơi lần đầu. IGN cho phiên bản PSP 9,3/10 điểm, so với 9,5/10 điểm trên DS. Trang web SKOAR! của Ấn Độ cho phiên bản này 9/10 điểm, nói rằng "điều phàn nàn duy nhất của tôi với tựa game này là nó có vẻ hơi quá dễ dàng".
Không giống như phiên bản DS, đạt vị trí thứ 5, tựa game PSP không lọt vào top 40 của Vương quốc Liên hiệp Anh khi phát hành, cũng như không lọt vào top 20 hàng tháng của Mỹ.

### Phiên bản iOS và Android
Chinatown Wars được phát hành trên iPhone và iPod Touch vào ngày 17 tháng 1 năm 2010. Cơ chế minigame màn hình cảm ứng ban đầu được thấy trong phiên bản Nintendo DS đã trở lại theo kiểu tương tự. Đồ họa, khi so sánh với phiên bản DS và PSP, không có bóng mờ như phiên bản DS và thiếu ánh sáng xung quanh cũng như các hiệu ứng như trong phiên bản PSP. Bản cập nhật phát hành vào ngày 28 tháng 3 năm 2010 đã bổ sung thêm các đài phát thanh trước đây chỉ dành riêng cho phiên bản PSP.
Phiên bản iPad được phát hành vào ngày 9 tháng 9 năm 2010, với đồ họa độ phân giải cao 1024x768. Nó nhận được nhiều lời khen ngợi từ giới phê bình, Levi Buchanan của IGN cho 9,0/10 điểm, gọi tựa game này là "một vở kịch phi thường".
Ngày 13 tháng 10 năm 2013, Chinatown Wars đã bị xóa khỏi App Store mà không có tuyên bố nào từ Rockstar. Người ta tin rằng đó là do vấn đề tương thích với iOS 7. Ngày 21 tháng 12 năm 2013, trò chơi đã quay trở lại App Store với các vấn đề tương thích được khắc phục. Một bản cập nhật bổ sung được phát hành vào ngày 18 tháng 12 năm 2014 cung cấp hỗ trợ cho độ phân giải Màn hình Retina và hỗ trợ bộ điều khiển không dây.
Chinatown Wars ra mắt lần đầu trên thiết bị Android vào ngày 18 tháng 12 năm 2014, có các tính năng và cải tiến về đồ họa tương tự như bản cập nhật iOS mới nhất. Phiên bản Android do War Drum Studios phát triển. Hiện tại, cả phiên bản iOS và Android đều không có khả năng tương thích với phần chơi mạng hoặc Social Club.

## Giải thưởng
Tại Giải thưởng Trò chơi điện tử Spike năm 2009, Grand Theft Auto: Chinatown Wars đã đoạt Giải Game Cầm tay Hay nhất. Tuy nhiên, phiên bản không được chỉ định. Nó cũng giành được Giải Game Nintendo DS Hay nhất năm 2009 từ GameSpot. Trò chơi đã được đề cử cho ba giải thưởng của GameSpot: Game của Năm, Game DS của Năm và Game Hành động của Năm, giành giải Game DS của Năm. Chinatown Wars được Nintendo Power đề cử cho Game của Năm, cũng như Game Nintendo DS của Năm, Đồ họa Nintendo DS Xuất sắc nhất và Game Phiêu lưu Hay nhất. Pocket Gamer đã trao giải Game Hành động/Game Arcade Hay nhất dành cho thiết bị cầm tay, Game của Năm dành cho thiết bị cầm tay và Game Tổng thể của Năm vào năm 2010.

## Tranh cãi
Chinatown Wars tiếp tục truyền thống gây tranh cãi của dòng game này vì một minigame buôn bán ma túy bao gồm heroin và thuốc lắc. Những người phản đối game bao gồm Darren Gold thuộc tổ chức từ thiện chống lạm dụng ma túy Drugsline đã tuyên bố: "Bất cứ điều gì sử dụng việc buôn bán ma túy làm trò giải trí đều đang gửi đi một thông điệp sai lầm. Sự tán dương không giúp ích gì cho công việc của chúng tôi khi cố gắng giáo dục trẻ em về hiểm họa của việc lạm dụng chất gây nghiện." Trong một cuộc phỏng vấn với tạp chí Edge, Dan Houser cho biết "chúng tôi muốn có một minigame buôn bán ma túy trong nhiều game GTA. [...] Chúng tôi từng chơi thử một chút trong Vice City Stories, vì minigame này vẫn chạy suôn sẻ khi kết hợp với câu chuyện chính. Nó hoạt động tốt với GTA, với việc lái xe vòng quanh bản đồ và nó mang đến cho bạn một điều khác để suy nghĩ – một lớp hoặc một mảnh ghép khác giúp bạn có động lực... Nó giao thoa với câu chuyện chính và những điều bạn học được từ đó chạy theo câu chuyện, nhưng hầu như nó hoạt động độc lập".